# Drapeau de Santoña
Le Drapeau de Santoña (la Bandera de Santoña, en castillan) est une régate annuelle de traînières qui se déroule à Santoña, sur la côte cantabrique du sud du golfe de Gascogne, au nord de l'Espagne, organisée par le SD Santoña CR.

## Historique
La première édition de cette régate date de 1970, avec pour vainqueur(e) la traînière d'Orio ( Guipuscoa,  Pays basque).
Le premier club plus longtemps dominateur de cette régate est Astillero, obtenant quatre trapos dans les sept premières éditions, suivi par celui de Zumaia, après une période de domination alternative, les Guipuscoans obtenant six des sept drapeaux disputés entre 1983 et 1989.
Finalement, Orio obtient trois victoires sur quatre saisons à partir du milieu des années 1990, en 1995, 1996 et 1998.
Depuis lors et jusqu'en 2010, aucune traînière n'a obtenu deux victoires consécutives.

## Palmarès
| Édition | Année | Vainqueur        |
| ------- | ----- | ---------------- |
| I       | 1970  | Orio             |
| II      | 1971  | Astillero        |
| III     | 1972  | Astillero        |
| IV      | 1973  | Hondarribia      |
| V       | 1974  | Orio             |
| VI      | 1975  | Astillero        |
| VII     | 1976  | Astillero        |
| VIII    | 1977  | Orio             |
| IX      | 1978  | Kaiku            |
| X       | 1979  | Lasarte Michelin |
| XI      | 1980  | Santurtzi        |
| XII     | 1981  | Castro-Urdiales  |
| XIII    | 1982  | Orio             |
| XIV     | 1983  | Zumaia           |
| XV      | 1984  | Zumaia           |
| XVI     | 1985  | Zumaia           |
| XVII    | 1986  | San Juan         |
| XVIII   | 1987  | Zumaia           |
| XIX     | 1988  | Zumaia           |
| XX      | 1989  | Zumaia           |
| XXI     | 1990  | Hondarribia      |
| XXII    | 1991  | Orio             |
| XXIII   | 1992  | Donibaneko       |
| XXIV    | 1993  | Valle de Camargo |
| XXV     | 1994  | San Juan         |
| XXVI    | 1995  | Orio             |
| XXVII   | 1996  | Orio             |
| XXVIII  | 1997  | Pedreña          |
| XXIX    | 1998  | Astillero        |
| XXXe    | 1999  | Arkote           |
| XXXI    | 2000  | Zumaia           |
| XXXII   | 2001  | Ciudad Santander |
| XXXIII  | 2002  | Pedreña          |
| XXXIV   | 2003  | Ciudad Santander |
| XXXV    | 2004  | --               |
| XXXVI   | 2005  | Pontejos         |
| XXXVII  | 2006  | Isuntza          |
| XXXVIII | 2007  | --               |
| XXXIX   | 2008  | Orio B           |
| XL      | 2009  | Santoña          |
| XLI     | 2010  | Santoña          |